# Semjon Vasiljevič Barkov
Semjon Vasiljevič Barkov (rusky Семён Васильевич Барков, 14. února 1870 Moskva – ?) byl ruský architekt, syn moskevského architekta Vasilije Vasiljeviče Barkova.

## Život
V letech 1881–1891 studoval na reálce, pak na Carské akademii umění a v roce 1899 přešel na Moskevskou školu malby, sochařství a architektury. V roce 1900 získal titul z architektury. Byl členem Moskevské architektonické společnosti od roku 1906. V letech 1907–1919 měl na starosti výukové kurzy. V roce 1926 vyučoval na Moskevské technické škole. Další jeho osud není znám.

## Dílo
- činžovní dům č. 5, Podsosenská ulice, Moskva, 1905
- centrální rizalit Starého hostinského dvora, Moskva, 1903
- činžovní dům Nikolaje Tělešova, 1900–1903
- činžovní dům s obchodem, bulvár Strastnoj 8/23, 1910
- činžovní dům, Velká Dmitrovka 23, 1911
- činžovní dům Michaila Pestrženckého, 1912
- dřevěný kostel se dvěma kaplemi v obci Ilinskij, 1916

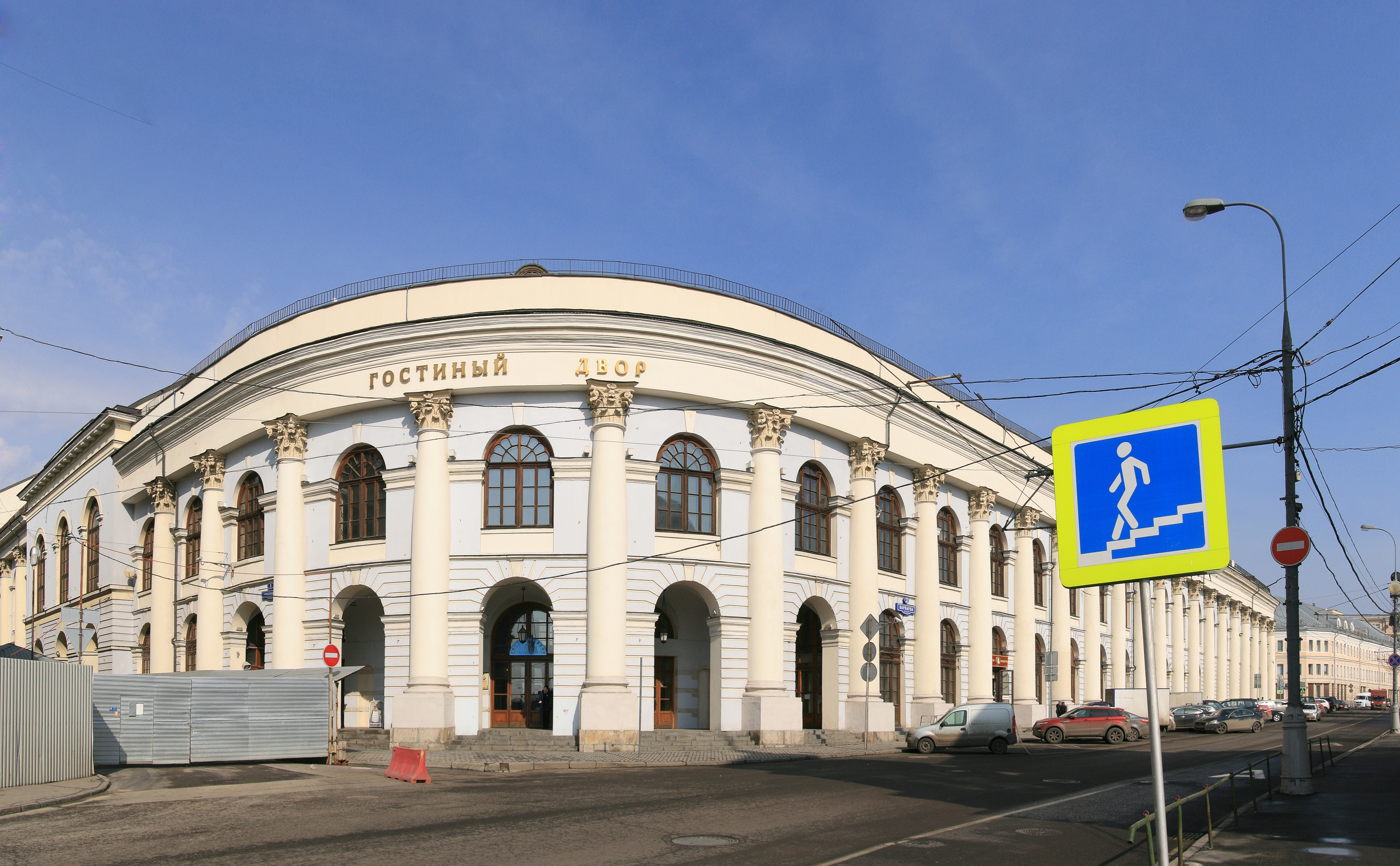
Starý hostinský dvůr
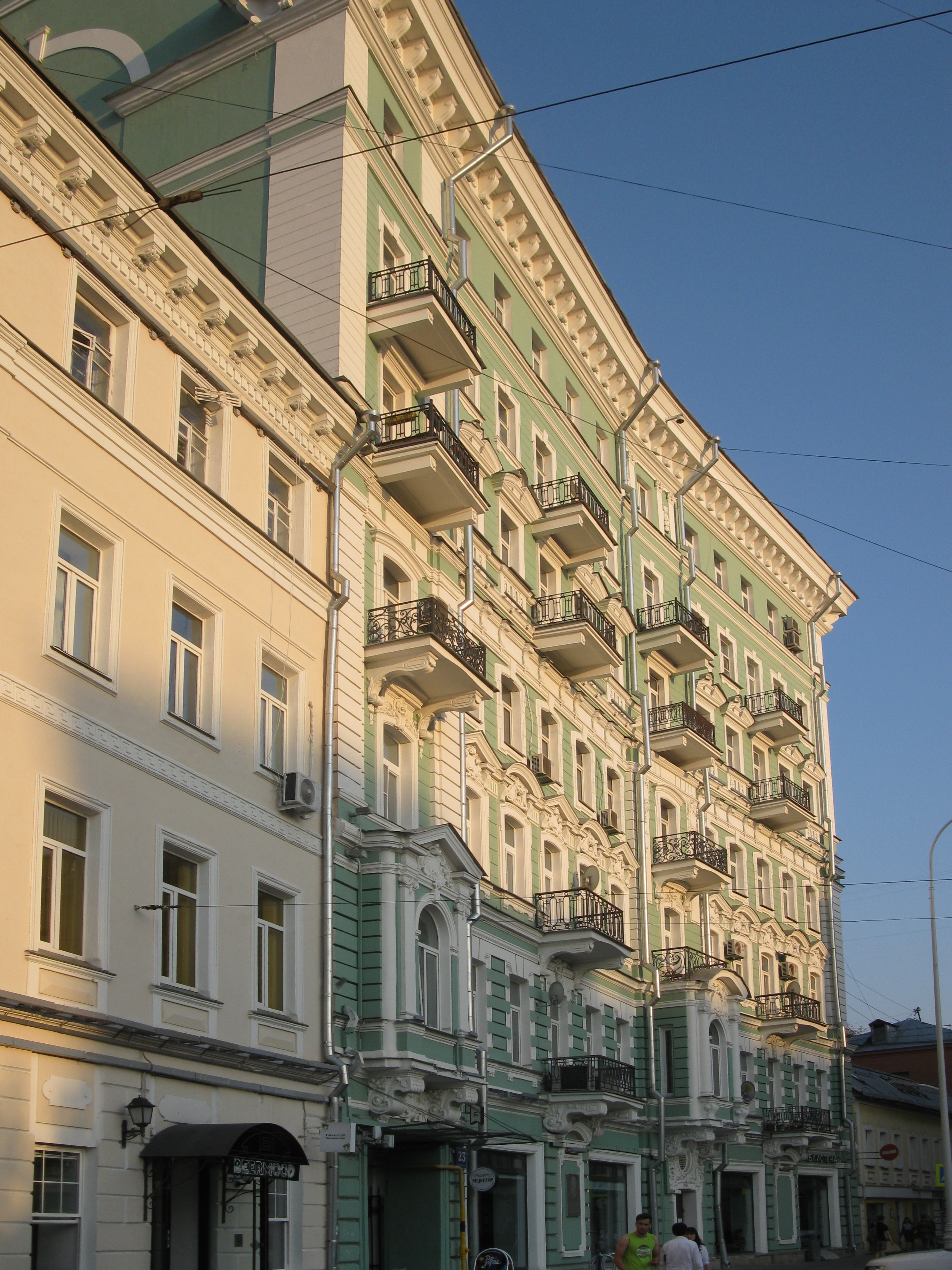
Činžovní dům Nikolaje Tělešova